# プロ野球夢のオールスタークイズ日本一
『プロ野球夢のオールスタークイズ日本一』（プロやきゅうゆめのオールスタークイズにほんいち）は、1994年から2005年までテレビ東京系列局で毎年1月に新春特別番組として放送されていたテレビ東京製作のクイズ番組である。

## 概要
東京12チャンネル時代の1980年から1993年まで同様の方式で放送されていた新春特番『プロ野球オールスター大運動会』を大幅にリニューアルしたものである。このリニューアルで、会場が神宮球場からテレビ東京のスタジオ（2004年版と2005年版では静岡県熱海市）に変更され、司会もみのもんたから徳光和夫と渡辺正行のペアに変更された。また、出場選手も10人ほどだったのが5人にまで半減し、さらに後期には3人にまで減少していた。
番組は2005年版の放送をもって終了。これ以後、『プロ野球オールスター大運動会』からの通算で26年間テレビ東京が行っていたプロ野球選手出演の新春特番は行われていない。

## 放送日時
| 放送年 | 放送日 | 放送時間（日本標準時） |
| ------ | ------ | ---------------------- |
| 1994年 | 1月1日 | 土曜 15:00 - 17:45     |
| 1995年 | 1月3日 | 火曜 16:00 - 18:54     |
| 1996年 | 1月3日 | 水曜 17:00 - 19:48     |
| 1997年 | 1月3日 | 金曜 16:00 - 18:49     |
| 1998年 | 1月3日 | 土曜 16:00 - 18:48     |
| 1999年 | 1月3日 | 日曜 16:00 - 18:55     |
| 2000年 | 1月1日 | 月曜 18:30 - 21:24     |
| 2001年 | 1月1日 | 火曜 21:00 - 23:50     |
| 2002年 | 1月1日 | 火曜 21:00 - 23:50     |
| 2003年 | 1月1日 | 水曜 16:00 - 18:55     |
| 2004年 | 1月3日 | 土曜 14:00 - 16:55     |
| 2005年 | 1月3日 | 月曜 14:00 - 16:25     |